# 普萊森特瓦爾鎮區 (伊利諾伊州派克縣)
普萊森特瓦爾鎮區（英語：Pleasant Vale Township）是位於美國伊利諾伊州派克縣的一個行政鎮區。

## 地方資料
根據2010年美國人口普查的數據，普萊森特瓦爾鎮區的面積為101.00平方千米，當中陸地面積為100.90平方千米，而水域面積為0.10平方千米。當地共有人口557人，而人口密度為每平方千米5.51人。